# Puccinia koeleriicola
Puccinia koeleriicola ist eine Ständerpilzart aus der Ordnung der Rostpilze (Pucciniales). Der Pilz ist ein Endoparasit des Süßgrases Koeleria gracilis. Symptome des Befalls durch die Art sind Rostflecken und Pusteln auf den Blattoberflächen der Wirtspflanzen. Sie kommt im östlichen Russland vor.

## Merkmale

### Makroskopische Merkmale
Puccinia koeleriicola ist mit bloßem Auge nur anhand der auf der Oberfläche des Wirtes hervortretenden Sporenlager zu erkennen. Sie wachsen in Nestern, die als gelbliche bis braune Flecken und Pusteln auf den Blattoberflächen erscheinen.

### Mikroskopische Merkmale
Das Myzel von Puccinia koeleriicola wächst wie bei allen Puccinia-Arten interzellulär und bildet Saugfäden, die in das Speichergewebe des Wirtes wachsen. Aecien oder Spermogonien der Art sind nicht bekannt. Die Uredien des wurden nicht näher beschrieben, sie besitzen keine Paraphysen. Seine Uredosporen sind kugelig bis keulenförmig. Die Telien der Art besitzen zahlreiche braune Paraphysen. Die bräunlich Teliosporen sind zweizellig, länglich keulenförmig und 52–71 × 12–15 µm groß. 

## Verbreitung
Das bekannte Verbreitungsgebiet von Puccinia koeleriicola umfasst lediglich Teile Sibiriens.

## Ökologie
Die Wirtspflanzen von Puccinia koeleriicola ist Koeleria gracilis. Der Pilz ernährt sich von den im Speichergewebe der Pflanzen vorhandenen Nährstoffen, seine Sporenlager brechen später durch die Blattoberfläche und setzen Sporen frei. Die Art verfügt über einen Entwicklungszyklus, von dem bislang lediglich Telien und Uredien sowie deren Wirt bekannt sind; Spermogonien und Aecien konnten dem Pilz nicht zugeordnet werden.